# Schön Dezső
Schön Dezső (Hidalmás, 1906. október 11. – Tel-Aviv, 2000. július 8.) erdélyi, később izraeli magyar újságíró, író, a kolozsvári Új Kelet, majd az izraeli Új Kelet szerkesztője, főszerkesztője, az Istenkeresők a Kárpátok alatt szerzője.

## Életútja, munkássága

### Erdélyi évek
Kiváló fogalmazási készsége miatt már fiatalon a kolozsvári Új Kelet szerkesztőségébe került, ahol elsajátította az újságírás alapjait. Az itt töltött évek során Marton Ernő felelős kiadó támogatta szakmai előmenetelét. Az ő biztatására kezdett el alaposabban foglalkozni az erdélyi haszidizmus múltjával, hagyományaival is; elsősorban a Teitelbaum-dinasztiával. S bár eredetileg csak cikksorozatot tervezett a haszidizmus gyökereit is bemutató családtörténetből, végül Istenkeresők a Kárpátok alatt címmel, 1935-ben önálló könyv formájában jelentette meg kutatásait. A könyv megjelenését követően az előkészületekről a Hogyan készül egy haszid regény? című publicisztikai  írásában adott hírt.
Az Új Kelet című lap Chajjim Weiszburg cionista vezető kezdeményezésére jött létre. Az 1918-as megalapításban és kezdeti szerkesztésben a következő személyek segédkeztek: Székely Béla, Giszkalay János, Kaczér Illés, Újvári Péter, Szabó Imre, Benamy Sándor, Salamon László és Danzig Hillél. Schön Dezső mentora, Marton Ernő 1919-ben csatlakozott a szerkesztőséghez mint felelős kiadó.  A lapot 1940 őszén, a második bécsi döntést követően a magyar hatóságok betiltották.

### Istenkeresők a Kárpátok alatt
Schönnek még alkalma volt személyesen ismerni az erdélyi haszid irányzat jeles képviselőit, valamint kutatni a deportálások következtében szétszóródott híres máramarosszigeti Weisz Izrael-féle nyilvános könyvtárban. Így született meg az Istenkeresők a Kárpátok alatt című könyve, amelyben egy kegyetlenül elpusztított világról ad hírt. A mű alapja egy, a harmincas években készült riportsorozat, amely az egyedülálló kulturális adottságokkal rendelkező máramarosszigeti zsidóságot mutatja be. Az ott élőket folyamatos – kit gyökereiből eredő, kit közvetlen – lengyel, magyar, ukrán, román hatások formálták, és eme kulturális hatások következtében fejlődött ki a haszidizmus helyi változata.
Schön Dezső a haszidizmus általános történetét tekinti át műve első harmadában, majd a máramarosszigeti ág történetét, jellemzőit, és később harcait mutatja be. A haszidok életét a mélyszegénység és a pazar luxus egyaránt jellemezte – a könyv mindkét élethelyzetet hűen szemlélteti. Műfaja riportregény: a szerző valódi élményeit hatásos írói eszközökkel: feszültségkeltéssel és gazdag humorral ábrázolja.
A kortársak közül sokan olyannyira nagyszerűnek vélték az író stílusát, hogy egyenesen Isaac Bashevis Singer – a Nobel-díjas jiddis író – magyar képviselőjeként tartották számon.
Érdemes itt megemlíteni Elie Wiesel, a magyar származású, de nem magyar nyelven alkotó Béke Nobel-díjas író nevét, első – jiddis nyelvű – művével, Az éjszaká-val kapcsolatban, amely ugyanennek a közösségnek állított emléket.
Schön Dezső generációjának egyik legkiemelkedőbb és leghosszabb ideig alkotó személye volt. Epikája a magyar irodalomban egyedülálló. Számos folklorisztikus és dramatikus elemet hordoznak művei. Ez utóbbi sajátosság azért is fontos, mert az egykori Magyarország területén élő zsidóság népszokásainak dramatikus elemeiről mára szinte semmilyen dokumentált adat nem maradt fenn. Néprajzi beszámolók hiányában a népi szokások ezen aspektusát így kizárólag irodalmi leírásokból lehetséges tanulmányozni. Remek forrásanyagot nyújt számunkra mindehhez Schön regénye, az Istenkeresők a Kárpátok alatt, melyben – többek között – megjelenik Hers Lájb (Hirsch Leib Gottlieb Szigeter, 1829–1930), a marselik hagyomány képviselője, a purim-spielek szerzője is.
Schön Dezső munkássága tehát igen árnyalt és összetett képet fest egy olyan világról - a kárpátaljai haszid kultúráról -, amely a holokauszt következtében szinte teljesen megsemmisült.

### Holokauszt
A háború alatt jelent meg Schön Dezső Tízmillió zsidó nyelve című könyve (Kolozsvár, 1942), amelyben saját közössége szétesésének kezdetéről számolt be. Később az egykoron népes közösség teljesen elpusztult.

### A „V-1” titka
Schön Dezső maga is megjárta a poklot, auschwitzi munkatáborban szerzett tapasztalatairól a „V-1” titka című írása tudósít. A munkatáborban szerzett tapasztalataival egyidejűleg a kollektív tragédia feldolgozását, vagyis inkább annak a képtelenségét jelenítette meg e műben.
A „V-1” annak idején egy forradalmian új bombatípus volt, amelyet például London bombázásánál is használtak, és amelynek bizonyos részeit egy sötét gyárban, többek között munkaszolgálatosoknak kellett előállítania. A regényben van egy jelenet, amelyet szintén a valóság ihletett. A rabokat szállító vagon megáll Bonn városában, egy személyvonat mellett, amelyre elegáns városi polgárok szállnak fel és le. A rabok néhányukkal megpróbálják felvenni a szemkontaktust, ám sikertelenül. „De ezek itt nem vesznek tudomást a létezésünkről, a végén nyugodtan állíthatják, hogy semmiről sem tudtak."
Egy másik jelenet egy olyan párbeszédet elevenít meg, amelyben két rab a rájuk váró auschwitzi rémségeket latolgatja, de valójában nem akarják tudomásul venni, hogy mi is történhet később.

### Izrael és az Új Kelet
Schön Dezsőnek – iszonyú megpróbáltatások után – sikerült megmenekülnie a felszabadító csapatoknak köszönhetően. 1947-től újságírói pályáját előbb Németországban, majd Tel-Avivban folytatta; az újraindított Új Kelet segédszerkesztője és kiadója lett.  A lap 1948-ban indult újra Tel-Avivban, továbbra is Marton Ernő irányításával. 1975-től Schön Dezső főszerkesztésében működött, aki 1986-ig volt a lap élén. Később Rappaport Ottó került a főszerkesztői székbe, majd 1990 után egy új bizottság vett át a folyóirat szerkesztését. A lap főszerkesztője 2015-ig Erős-Hajdu Szilvia volt, amíg több ezer példányban jelent meg, hetilapként. 2015 óta Vadász Éva főszerkeszti a lapot, melyet már önkéntes munkában adnak ki annak fenntartása érdekében.
Az Új Keleten kívül magyar zsidó szervezetek kisebb lapjainak (Darkénu, Máramarossziget) is írt. Tel-Avivban elbeszéléskötete is megjelent (Az örökség, 1960). A jeruzsálemi per címmel az Eichmann-perrel kapcsolatos jegyzeteket, dokumentumokat adott közre. Tel-Avivban adták ki újra 1964-ben Istenkeresők a Kárpátok alatt című könyvét – amint maga írja az előszóban – „új fogalmazásban, de az eredeti, harminc év előtti csapáson haladva”. Újabb műve: A tegnap városa. A nagyváradi zsidóság emlékkönyve (Tel-Aviv, 1981).
Kiemelkedő újságírói pályafutásáért megkapta a Herzl-díjat, amely a magyar származású zsidó alkotók munkájának egyik legfőbb elismerése.

## Legfőbb munkái
- Schön Dezső: Istenkeresők a Kárpátok alatt. A haszidizmus regénye, 2. átdolgozott kiadás. Tel-Aviv, 1964, Új Kelet Kiadó, 510p. [1. kiadás, Kolozsvár, 1935.] [3. kiadás, Budapest, 1997.]
- Schön Dezső: Tízmillió zsidó nyelve. Kolozsvár, 1942, Fraternitas Kiadó.
- Schön Dezső: Az örökség. Elbeszélések. Tel-Aviv, 1960, Új Kelet Kiadó, 301 p.
- Schön Dezső: A jeruzsálemi per. Jegyzetek, dokumentumok az Eichmann perről. A szerző bevezetőjével, Tel-Aviv, 1962, Új Kelet Kiadó, 416 p.
- Schön Dezső (szerk.): A tegnap városa. A nagyváradi zsidóság emlékkönyve. Tel-Aviv, 1981, Kiadta a Nagyváradról Elszármazottak Egyesülete Izráelben a váradi és vidéki zsidóság deportálásának harminchetedik évfordulóján, 446 p.